# Riccardo Stacchiotti
Riccardo Stacchiotti (Recanati, província de Macerata, 8 de novembre de 1991) és un ciclista italià, professional des del 2014. Actualment corre a l'equip Nippo-Vini Fantini.

## Palmarès
- 2015
  - 1r a la Volta a Hokkaidō i vencedor de 2 etapes
- 2018
  - Vencedor d'una etapa al Tour de Bihor-Bellotto
  - Vencedor d'una etapa al Gran Premi Nacional 2 de Portugal
  - Vencedor de 2 etapes a la Volta a Portugal
- 2019
  - Vencedor d'una etapa al Giro de Sicília
  - Vencedor d'una etapa al Sibiu Cycling Tour

### Resultats al Giro d'Itàlia
- 2015. 152è de la classificació general
- 2016. 155è de la classificació general